# Colle Popoino
Il Colle Popoìno è una montagna dell'isola d'Elba. 

## Descrizione
Situata nella parte occidentale dell'isola, fa parte della Catena del Monte Capanne e raggiunge un'altezza di 783 metri sul livello del mare. Si trova tra il Monte Capanne e il Colle di Tutti; sulla vetta esiste un quartiere pastorale, il Caprile del Colle Popoìno. 
Il toponimo, che più correttamente è Colle di Popoino, deriva probabilmente da un soprannome personale, in quanto il termine popoìno significa localmente «uomo inaffidabile».